# Diacyclops kaupi
Diacyclops kaupi – gatunek widłonoga z rodziny Cyclopidae, nazwa naukowa gatunku została po raz pierwszy opublikowana w 2014 roku przez zespół naukowców w składzie: Tomislav Karanovic, John A.E. Gibson, Ian Hawes, Dale T. Andersen i Mark I. Stevens